# Helena Francati
Helena Francati (født 29. maj 2000 i Gentofte) er en dansk tennisspiller, der repræsenterer Gentofte Tennisklub.
Francati blev i marts 2016 danmarksmester for hold med Gentofte Tennisklubs damehold.
I oktober 2013 fik hun debut på ITF Junior Circuit, ved en turnering i Rungsted. Præcis to år efter, ved samme turnering, nåede hun sin første finale i double, som også blev vundet. Ved KB Tennis’ årlige vinterturnering i 2016, kom Francati i sin første singlefinalen, som hun tabte til en russer. Året efter vandt hun turneringen i double sammen med Clara Tauson.

## Finaler

### ITF Junior Circuit
Siden debuten på ITF Junior Circuit i oktober 2013, har Francati frem til 24. august 2018 deltaget i 29 turneringer i single, og 21 i pigedouble. Her har hun spillet sig frem til én finale i single, og tre i double. Heraf har hun vundet to i double.

#### Single
| Dato             | Kategori | Sted               | Underlag | Modstander         | Score    |
| ---------------- | -------- | ------------------ | -------- | ------------------ | -------- |
| 20. februar 2016 | Grade 4  | København, Danmark | Hard (i) | Anastasia Kulikova | 1–6, 3–6 |

#### Pigedouble
| Dato             | Kategori | Sted      | Underlag | Partner           | Modstander                        | Score           |
| ---------------- | -------- | --------- | -------- | ----------------- | --------------------------------- | --------------- |
| 16. oktober 2015 | Grade 4  | Rungsted  | Hard (i) | Rebekka Hillingsø | Olivia Gram Klara Silka           | 6–1, 6–3        |
| 21. oktober 2016 | Grade 4  | Rungsted  | Hard (i) | Clara Tauson      | Daria Frayman Anastasia Tikhonova | 3–6, 6–1 (8-10) |
| 16. februar 2017 | Grade 4  | København | Hard (i) | Clara Tauson      | Anna Loughlan Melis Yasar         | 7–5, 6–4        |